# Dwór Żuk-Skarszewskich w Przyszowej

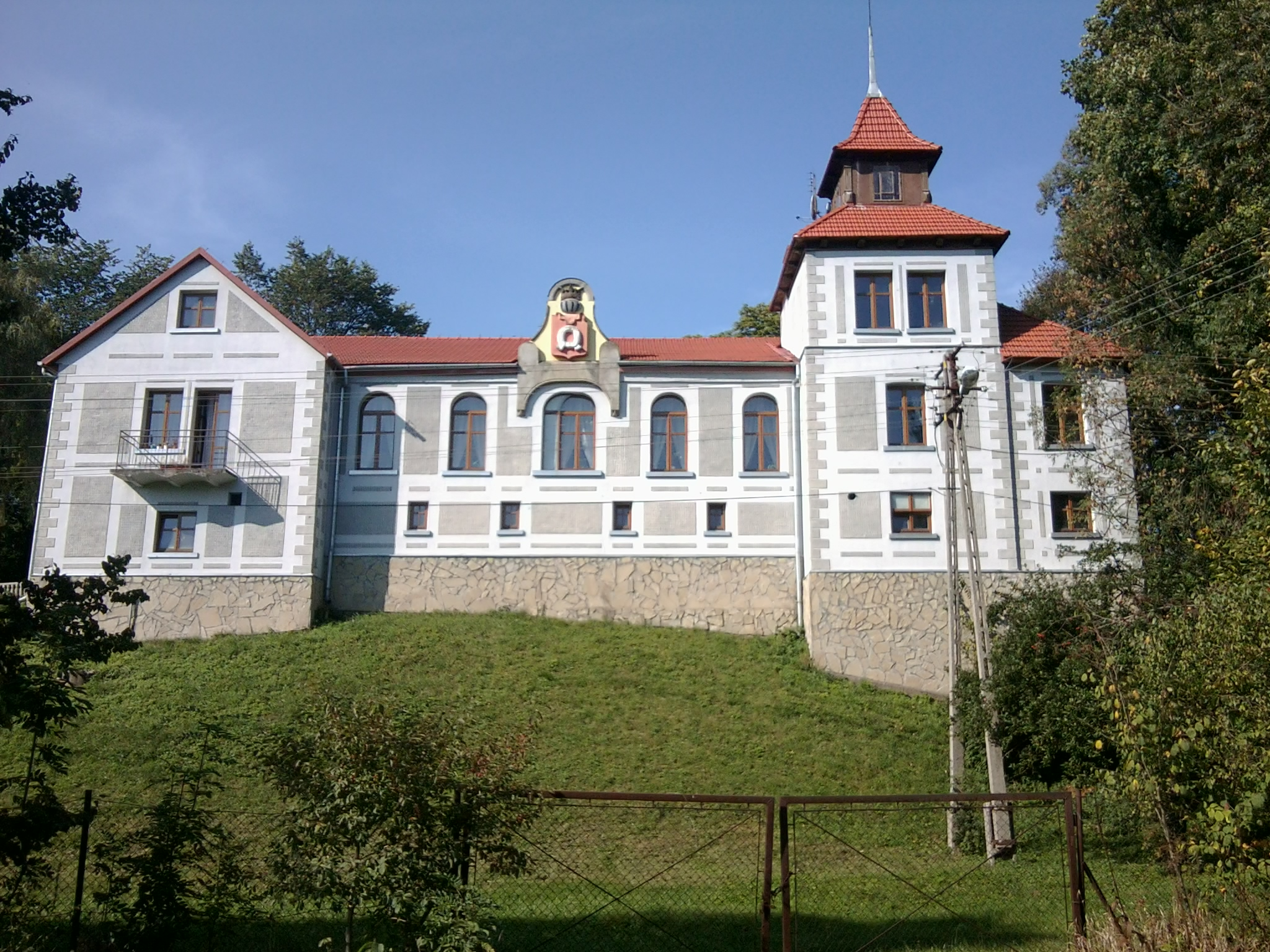
Dwór od frontu

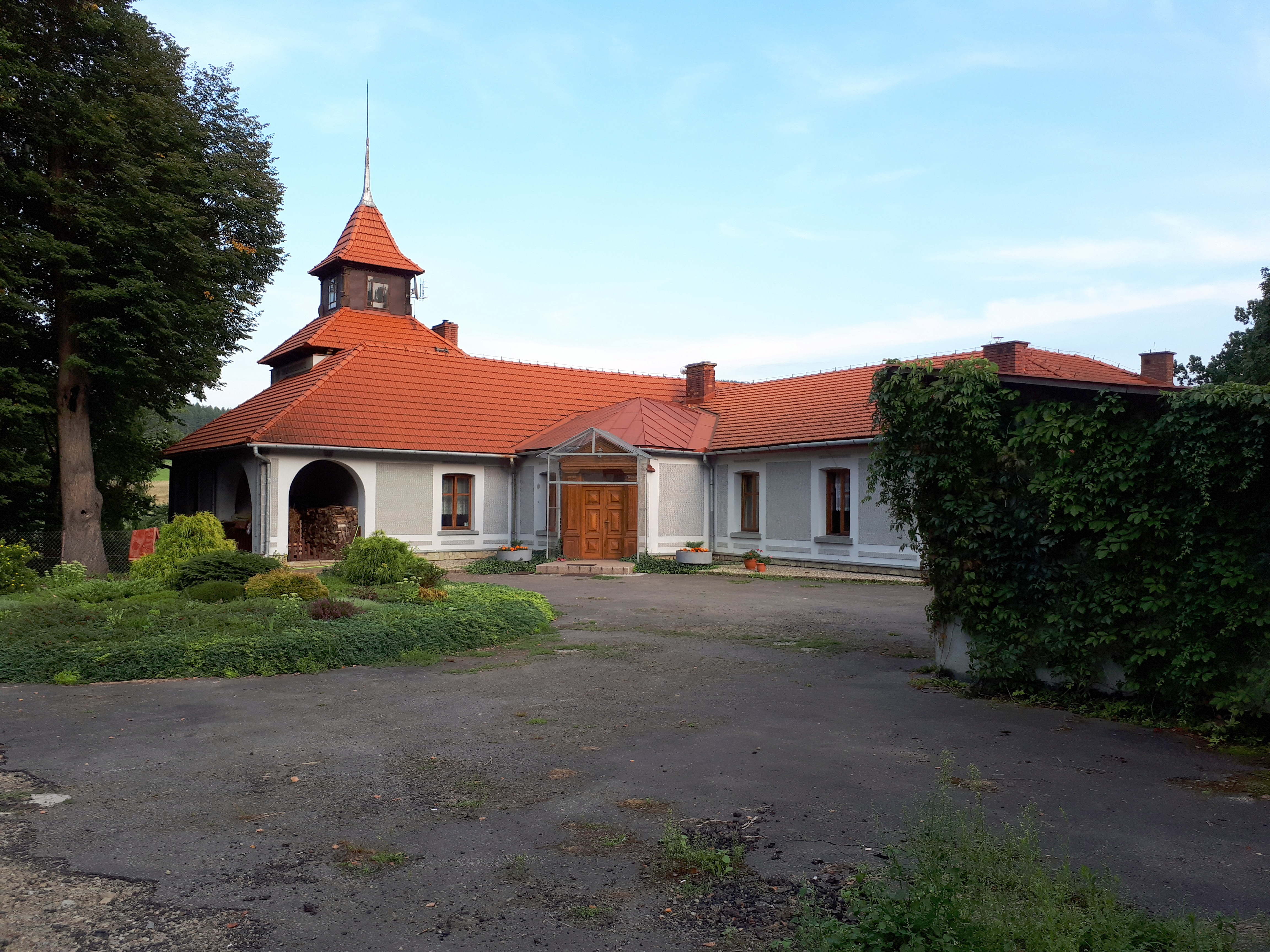
Dwór od strony zachodniej

Dwór Żuk-Skarszewskich – dwór znajdujący się we wsi Przyszowa w województwie małopolskim. Budynek należy do zabytkowej posiadłości należąca do rodziny wywodzącej się z rodu Żuk-Skarszewskich herbu „Nałęcz”. 
Dworek rodziny Żuk-Skarszewskich nie udostępniany zwiedzającym, pełniąc funkcję domu mieszkalnego. Położony jest na stromej skarpie, z elewacją frontową zwróconą ku północy. Na fasadzie wyeksponowany jest herb „Nałęcz”. Dookoła rosną okazy starych dębów.

## Historia dworu i jego mieszkańców
Został zbudowany na przełomie XVI i XVII wieku, około roku 1580 przez Andrzeja Wierzbięta, ówczesnego dziedzica wsi Przyszowa. Późniejszym właścicielem posiadłości był rycerski ród Dunin-Wąsowiczów. W 1683 roku, posiadłość została sprzedana zaprzyjaźnionemu z rodem Aleksandrowi Żuk-Skarszewskiemu, wywodzącemu się z Podola. Zapoczątkował on kolejną linię rodu dziedziców Przyszowej.
Przez wieki był głównym ośrodkiem rozwoju kulturalnego i gospodarczego ówczesnego społeczeństwa Przyszowej, jak również okolicznych wsi.

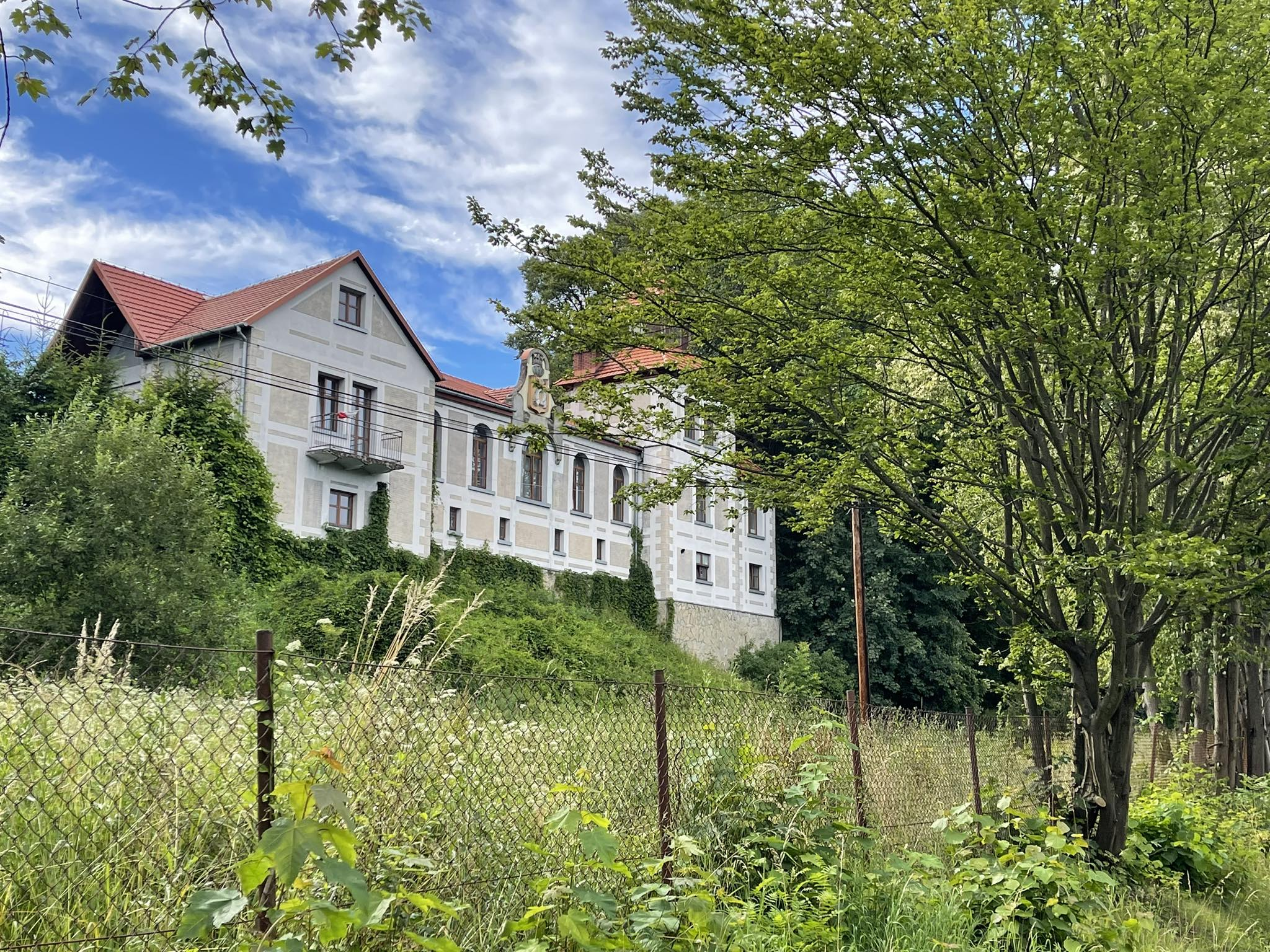
Widok na Dwór z drogi powiatowej

Dwór był świadkiem bitwy pod Limanową, która toczyła się w grudniu 1914 roku. Jej znamieniem jest zniszczenie baszty budynku. Znajdował się tutaj także szesnastowieczny, drewniany lamus dworski, który w wyniku działania czasu uległ zniszczeniu. Po zakończeniu  wojny, gdy majątki wiejskie ulegały parcelacji (w tym majątek rodziny Żuk-Skarszewskich), w dworskim budynku utworzono szkołę podstawową. W późniejszych latach, szkołę przeniesiono do nowo powstałego budynku, dwór wyremontowano i odnowiono, a należyci właściciele wprowadzili się do niego na nowo. Aktualnie uznawany jest jako zabytek i miejsce pamięci, szczególnie lokalnej.

## Postacie historyczne[2]
- Onufry Żuk-Skarszewski – konfederat barski[3] (1768–1772);
- Protazy Żuk-Skarszewski – miłośnik gospodarstwa i pracy na roli, oddany społeczeństwu, wprowadził uwłaszczenie chłopów w Przyszowej;
- Marceli Żuk-Skarszewski – brał udział w powstaniu styczniowym: zajmował się pomocą dla organizacji wspierających wojsko w Kongresówce;
- Faustyn Żuk-Skarszewski – poeta;
- Aleksander Żuk-Skarszewski – twórca zakładu leczniczego w okresie dwudziestolecia międzywojennego, który znajdował się na terenie posiadłości dworskich;
- Adam Żuk-Skarszewski – „chłopoman”, niezwykle oddany dla współmieszkańców, ofiarny dla wsi i Kościoła[4];
- Roman Żuk-Skarszewski – ostatni wojenny właściciel Przyszowej, brał udział w kampanii wrześniowej w 1939, został ranny w bitwie pod Szczekocinami. Po powrocie do domu rozpoczął w Przyszowej podziemną działalność tworzenia struktur Armii Krajowej oraz partyzancką. Podejrzany o działania konspiracyjne, był długo więziony i torturowany przez GESTAPO w Nowym Sączu.[5]
- Aleksandra Żuk-Skarszewska – prowadziła działalność społeczną. Stworzyła bibliotekę. Książki były wypożyczane ku oświeceniu miejscowej ludności;
- Maria Żuk-Skarszewska – zdobyła wykształcenie muzyczne i komponowała na pianinie. Jeden z Polskich poetów, Zygmunt Krasiński, ułożył słowa do jej melodii.